# Radula boryana
Radula boryana là một loài rêu tản trong họ Radulaceae. Loài này được (F. Weber) Nees miêu tả khoa học lần đầu tiên năm 1842.